# Epinephelus melanostigma
Epinephelus melanostigma är en fiskart som beskrevs av Schultz, 1953. Epinephelus melanostigma ingår i släktet Epinephelus och familjen havsabborrfiskar. IUCN kategoriserar arten globalt som otillräckligt studerad. Inga underarter finns listade i Catalogue of Life.